# Дака, Валид
Валид Дака (араб. وليد دقة‎, 18 июля 1961, Бака-аль-Гарбия — 07 апреля 2024, Беэр-Яаков) — террорист, заключённый и писатель.
Дака — израильский араб, член палестинской вооружённой организации НФОП, пожизненно осуждённый Израилем в 1987 году за терроризм. Командовал группой, похитившей, пытавшей и убившей израильского солдата Моше Тамама. Во время заключения получил образование в израильских высших учебных заведениях, написал и опубликовал ряд литературных произведений. Умер в заключении в результате онкологического заболевания.

## Ранние годы
Валид Дака родился в преимущественно арабском городе Бака-эль-Гарбия в Израиле в 1961 году, в семье израильских арабов, в которой было 9 детей. Повзрослев, он работал маляром, в том числе в Тель-Авиве и Эйлате. На фоне Ливанской войны его взгляды радикализовались, и в 1983 году он присоединился к Народному фронту освобождения Палестины (НФОП).
В 1984 году Дака прошёл месячную военную подготовку в одном из лагерей НФОП в Сирии. Он принял участие в формировании ячейки, чьей целью был сбор информации об израильских лидерах и чиновниках, а также похищение солдат с целью последующего обмена на палестинских и арабских заключенных, содержавшихся в израильских тюрьмах.

## Убийство Моше Тамама
Согласно приговору израильского суда, 6 августа 1984 года Валид Дака с сообщниками (Ибрагим Найеф Абу Мух, Ибрагим Разек Бадса и Рушди Хамдан Абу Мух) похитили израильского военнослужащего Моше Тамама, получившего короткий отпуск в армии, проводившего подругу домой и голосовавшего у обочины дороги. Их первоначальной целью был его вывоз в Сирию. Продержав его в заточении в доме Найефа на протяжении двух дней, они решили убить Тамама, поскольку опасались быть перехваченными на пути в Сирию. Они подвергли жертву пыткам, в том числе, выколов ему глаза и кастрировав его, после чего отвезли его в оливковую рощу недалеко от Мево-Дотан, где Ибрагим Разек Бадса застрелил его.

## Следствие и суд
Ячейка террористов была задержана через два года, в 1986 году. В доме одного из её членов были обнаружены два пистолета, гранаты, взрывчатка и ружьё. 2 марта 1987 года они были осуждены военным судом Лода по ряду статей, включая убийство, незаконное прохождение военной подготовки, причинение тяжких телесных повреждений и участие в террористической организации. По версии следствия, Валид Дака был главным организатором убийства, и был приговорен к пожизненному заключению без права досрочного освобождения. Согласно Amnesty International, приговор Даке основывался на экстренных регуляциях времён британской Подмандатной Палестины, позволяющих осудить человека по менее строгим основаниям, чем израильское законодательство.

## В заключении
Дака направлял апелляции о снижении срока; члены семьи жертвы, напротив, вели кампанию против его освобождения. Апелляции Даки отклонялись как руководством армии, так и президентами Израиля, вплоть до 2012 года, когда президент Шимон Перес сократил срок его заключения до 37 лет. Однако после того, как его поймали в тюрьме с мобильным телефоном, тайно пронесённым ему депутатом Кнессета от арабской партии «Объединённый список» Басилем Гаттасом, Дака был приговорён к 2 дополнительным годам заключения.
В 1999 году, находясь в тюрьме, Дака женился на Сане Саламе, адвокате из Тиры, получив разрешение на свадьбу и на фотосъемку церемонии. Однако интимные встречи с женой ему не разрешались. Написав открытое письмо из тюрьмы в 2011 году, Дака выразил желание иметь ребёнка. У пары родилась дочь в 2020 году, зачатая после того, как его сперму тайно вывезли из тюрьмы.
Находясь в заключении, в 2010 году Валид Дака получил степень бакалавра по демократическим исследованиям в Открытом университете Израиля. Затем, в 2016 году, он получил степень магистра по региональным исследованиям в Иерусалимском университете. В тюрьме он также написал и выпустил несколько книг, в том числе «Дневники сопротивления в Дженине», «Параллельное время» и книгу для юношества «Тайная история меча».

## Смерть
В 2021 году у Даки была диагностирована редкая форма рака костного мозга, миелофиброз. Его срок заключения оканчивался в марте 2023 года, но в 2018 году он получил 2 дополнительных года заключения в связи с тайно пронесённым в тюрьму мобильным телефоном. 
В 2023 году в возрасте 62 лет Валид Дака был под охраной госпитализирован в больницу; из-за тяжёлого онкологического заболевания он вновь попросил о досрочном освобождении, но 31 мая Совет по условно-досрочному освобождению Тюремной службы Израиля отклонил эту просьбу. 7 апреля 2024 года Дака умер от рака; последние месяцы своей жизни он провёл под охраной в больнице. Семья Даки узнала о его смерти из социальных сетей. 30 сентября 2024 года Верховный суд Израиля постановил, что тело умершего не будет выдано семье, так как его ценность в потенциальном обмене на израильских заложников превышает право семьи на достойное захоронение.

## В культуре
Израильский арабоязычный театр «Аль-Мидан», расположенный в Хайфе, в 2015 году поставил пьесу «Параллельное время», основанную на творчестве и биографии Валида Даки. Это вызвало протест семьи Моше Тамама, подвергнутого пыткам и убитого группой Даки. В результате финансирование постановки пьесы муниципалитетом Хайфы было приостановлено. Министр образования Нафтали Бенет распорядился отменить государственное финансирование постановки данной пьесы, отметив, что граждане Израиля не должны финансировать пьесы, распространяющие терпимость к убийству израильских солдат.

## Оценки
Некоммерческая организация Amnesty International призывала к освобождению Валида Даки и характеризовала его смерть как «душераздирающую», называя его просто «писателем» без упоминания характера совершённых им преступлений, что вызвало волну резкой критики в адрес организации.
Орталь Тамам, двоюродная сестра Моше Тамама, незадолго до смерти Даки заявила: «Сам факт обсуждения вопроса об освобождении убийцы — это награда за террор». Орен Тамам, брат Моше, отметил, что призывы освободить убийцу его брата причиняют боль его семье.

### Комментарии
1. ↑  Народный фронт освобождения Палестины признан террористической организацией в ЕС, Израиле, Канаде, США и Японии.